# Ending Themes (On the Two Deaths of Pain of Salvation)
Ending Themes (On the Two Deaths of Pain of Salvation) – zapis koncertu i filmu dokumentalnego nagranego przez zespół Pain of Salvation. Album zawiera 2 płyty DVD. Na pierwszej płycie znajduje się 80-minutowy film dokumentujący trasę koncertową z 2005 roku nagrany przez Pera Hillbloma. Dysk drugi zawiera zapis koncertu z 2 marca 2007 roku z Amsterdamu (Holandia). Edycja specjalna albumu będzie zawierała dodatkowy 2-płytowy zapis owego koncertu w formacie audio. Planowane jest również wydanie koncertu w formie audio jako oddzielne wydawnictwo.
Płyta została nazwana w ten sposób z powodu dwóch zmian w składzie zespołu w ciągu ostatnich lat. Pierwszą osobą która odeszła z zespołu był Kristoffer Gildenlöw, który zrezygnował gdyż zamieszkał w innym kraju i regularne próby z zespołem były niemożliwe. Na jego miejscu pojawił się Simon Andersson. Pod koniec tournée w 2007 roku zespół opuścił Johan Langell z powodów rodzinnych. Zastąpił go Léo Margarit.

## Lista utworów
DVD1 - The First Death Of
SixWorlds/EightDays (80-minutowy dokument o tournée z 2005 roku)
DVD2 - The Second Death Of
Touching You Harder: Live From Amsterdam
1. "Scarsick"
2. "America"
3. "Nightmist"
4. "! (Foreword)"
5. "Handful of Nothing"
6. "New Year's Eve"
7. "Ashes"
8. "Undertow"
9. "This Heart of Mine/Song for the Innocent"
10. "Chain Sling"
11. "Diffidentia (Breaching the Core)"
12. "Flame to the Moth"
13. "Disco Queen"
14. "Hallelujah"
15. "Cribcaged"
16. "Used"

CD1
1. "Scarsick" - 7:09
2. "America" - 5:55
3. "Nightmist" - 7:48
4. "! (Foreword)" 6:47
5. "Handful of Nothing" 7:43
6. "New Year's Eve" - 5:48
7. "Ashes" - 5:25
8. "Undertow" - 5:11

CD2
1. "This Heart of Mine/Song for the Innocent" - 6:25
2. "Chain Sling" - 3:59
3. "Diffidentia (Breaching the Core)" - 7:36
4. "Flame to the Moth" - 6:04
5. "Disco Queen" - 8:15
6. "Hallelujah" - 9:04
7. "Cribcaged" - 6:24
8. "Used" - 5:43

## Twórcy
Pain of Salvation live from Amsterdam 2007
- Daniel Gildenlöw – główny wokal, gitara, instrumenty perkusyjne
- Johan Hallgren – gitara, wokal
- Fredrik Hermansson – keyboard
- Simon Andersson – gitara basowa, wokal
- Johan Langell – perkusja, instrumenty perkusyjne

Inni muzycy prezentowani w filmie dokumentalnym
- Kristoffer Gildenlöw – gitara basowa, wokal